# Etienne Van der Helst
Etienne Van der Helst (Hofstade, 7 mei 1953) is een Belgisch voormalig wielrenner, die beroepsrenner was van 1975 tot 1984. Hij was de zoon van  Jozef Van der Helst, die beroepsrenner was tussen 1945 en 1951.
Van der Helst was vooral actief en succesvol in regionale wedstrijden.

## Erelijst en ploegen
- 1975: TI-Raleigh

2e in Nationale Sluitingsprijs
- 1976: TI - Raleigh

1e in GP E5
- 1977: Maes-Mini Flat

1e in Sint-Amands
1e in Veurne
1e in Grote 1-Mei Prijs
1e in Merelbeke
- 1978: C&A

- 1979: KAS-Campagnolo

1e in Ekeren
1e in Lede
- 1980: Safir-Ludo

1e in Buggenhout
1e in 1e etappe Ronde van Indre en Loire
3e in Eindklassement Driedaagse van De Panne
1e in Zottegem-Dr Tistaertprijs
- 1981: Safir-Galli-Ludo

1e in Lede
1e in Wanzele
1e in Haaltert
- 1982: Safir-Marc

1e in Izegem
1e in Olsene
1e in Ruddervoorde
- 1983: Perlav-Eurosoap

1e in GP E5
1e in Malderen
2e in Bordeaux-Parijs
1e in Melle
- 1984: TeVe-Blad-Perlav

1e in Berlare
1e in Onze-Lieve-Vrouw-Waver
1e in Melle

## Resultaten in voornaamste wedstrijden
| Jaar | Ronde van Italië | Ronde van Frankrijk | Ronde van Spanje |
| ---- | ---------------- | ------------------- | ---------------- |
| 1976 |                  |                     |                  |
| 1978 |                  |                     |                  |
| 1979 |                  |                     | 69e              |
| 1980 |                  |                     |                  |
| 1981 |                  |                     |                  |
| 1984 |                  |                     |                  |

| Jaar | Milaan-San Remo | Ronde van Vlaanderen | Parijs-Roubaix | Amstel Gold Race | Gent-Wevelgem | Parijs-Brussel |  | Wereldranglijsten |
| ---- | --------------- | -------------------- | -------------- | ---------------- | ------------- | -------------- |  | ----------------- |
| 1976 |                 |                      |                |                  |               |                |  |                   |
| 1978 | 18e             |                      |                | 27e              | 12e           | 23e            |  |                   |
| 1979 |                 | 24e                  | 10e            |                  |               | 35e            |  | 38e (SPP)         |
| 1980 |                 | 27e                  | 11e            |                  | 17e           | 14e            |  |                   |
| 1981 |                 | 22e                  |                |                  | 94e           |                |  |                   |
| 1984 |                 | 38e                  |                |                  |               |                |  |                   |